# Asteroide tipo B

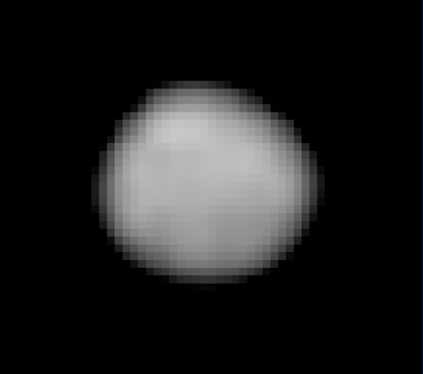
Palas, o maior asteroide tipo B.

Asteroides tipo B são um tipo relativamente raro de asteroide de carbono. Na população de asteroides, os objetos de classe B são abundantes no cinturão de asteroides externo, e também dominam a família Palas que inclui o segundo maior asteroide 2 Palas. Eles são considerados primitivos e podem conter componentes voláteis do início do sistema solar.

## Características
De um modo geral eles são semelhante aos asteroides tipo C, mas que diferem pelo fato da absorção dos raios ultravioleta por esses objetos ser inferior a 0,5 µm sendo pequeno ou ausente, e o espectro é mais azul do que vermelho. O albedo também tende a ser elevado do que no tipo C que é geralmente muito escuro, entre 0,04 e 0,08. A espectroscopia desse objetos de classe B sugere que os principais componentes da superfície são silicatos anidros, minerais de argila hidratados, polímeros orgânicos, magnetita e sulfetos. Os espectros mais próximo dos asteroides tipo B foram obtidos em meteoritos condritos de carbono que foram aquecidos suavemente em laboratório.

## Futura missão OSIRIS-REx
O asteroide Bennu que é do tipo B é o alvo da missão OSIRIS-REx; que visa mapear a superfície, estudar o Efeito de Yarkovsky e coletar uma amostra do asteroide para voltar à Terra em 2023. A sonda espacial será lançada em 2016.